# La Dornac
La Dornac település Franciaországban, Dordogne megyében. Lakosainak száma 404 fő (2022. január 1.). La Dornac La Cassagne, Jayac, Nadaillac, Les Coteaux Périgourdins és Terrasson-Lavilledieu községekkel határos.

## Népesség
A település népességének változása:
| Lakosok száma | 301  | 261  | 266  | 365  | 413  | 412  | 397  | 398  | 398  | 404  |
|               | 1968 | 1982 | 1990 | 2006 | 2013 | 2015 | 2017 | 2019 | 2020 | 2022 |